# القصر (الخبت)

تعديل مصدري - تعديل

القصر هي إحدى قرى عزلة الواسطة بمديرية الخبت التابعة لمحافظة المحويت، بلغ تعداد سكانها 432 نسمة حسب تعداد اليمن لعام 2004.